# 卡布拉利亚保利斯塔
卡布拉利亚保利斯塔是巴西圣保罗州的一个市镇。总面积239.21平方公里，总人口4340人，人口密度18.1人/平方公里。